# Пауло-младший
Пауло Шисто Пинто младший (порт. Paulo Xisto Pinto Júnior, родился 30 апреля 1969 в Белу-Оризонти) — бразильский бас-гитарист, больше всего известный по своей работе с метал-группой Sepultura.
Пауло вступил в Sepultura 17 августа 1984 года и является единственным оригинальным участником в современном составе группы.
Он утверждает, что был взят в группу, как только остальные её участники увидели его хорошую бас-гитару, которая сильно их впечатлила.
Первое его выступление в составе Sepultura состоялось 30 марта 1985 года в местном клубе «Ideal Clube».
В свободное время Пауло занимается поддержкой собственного интернет-магазина.